# غريغور أربت
غريغور أربت (بالإستونية: Gregor Arbet)‏ مواليد 19 يونيو 1983، هو لاعب كرة سلة إستوني بدأ مسيرته الاحترافية في سنة 2000 يلعب في الدوري الإستوني الممتاز لكرة السلة ويحمل الرقم 13. يبلغ طوله 6 قدم 4 1⁄4 بوصة (1.9 م).

## روابط خارجية
- غريغور أربت على موقع الاتحاد الدولي لكرة السلة (الإنجليزية)
- غريغور أربت على موقع كرة السلة الأوروبية.كوم (الإنجليزية)
- غريغور أربت على موقع ريلجم (الإنجليزية)
- غريغور أربت على موقع بروبوليرز (الإنجليزية)
- غريغور أربت على موقع سبورتس رفرنس (الإنجليزية)